# Десфина
Десфи́на (греч. Δεσφίνα) — малый город в Греции. Расположен на высоте 520 метров над уровнем моря, в бывшей Парнасской епархии, в 7 километрах к югу от Дельф, в 18 километрах к юго-востоку от Амфисы, в 53 километрах к югу от Ламии и в 116 километрах к северо-западу от Афин. Входит в общину (дим) Дельфы в периферийной единице Фокиде в периферии Центральной Греции. Население 1824 жителя по переписи 2011 года.
К западу и к северу от города проходит национальная дорога 48 Агринион — Итея — Дельфы — Левадия, часть европейского маршрута E65.

## Церковь Таксиархи
В Десфине находится византийская церковь Таксиархи (Εκκλησία των Ταξιαρχών). Это небольшой полукруглый храм со сводчатой крышей и одним небольшим окном. Входная дверь находится на западной стороне. Над дверью небольшая ниша с изображением Архангела Михаила. Внешняя часть стен украшена вставкой кирпичей между крупными неровными камнями. Внутренние фрески значительный пострадали местами, особенно внизу стен. Надпись над входом содержит год, когда были сделаны фрески — 1332 год, правление Андроника II Палеолога, и имена священников: Теодорос и Констандинос Аналитис (Θεόδωρος και Κωνσταντίνος Αναλυτής) и Констандинос Стирьотис (Κωνσταντίνος Στειριώτης).

## Сообщество Десфина
В общинное сообщество Десфина входят 10 населённых пунктов и монастырь Тимиос-Продромос. Население 1988 жителей по переписи 2011 года. Площадь 148,992 квадратного километра.
| Наименование               | Население (2011), человек |
| -------------------------- | ------------------------- |
| Айос-Андреас               | 21                        |
| Айос-Николаос              | 5                         |
| Валтос                     | 15                        |
| Десфина                    | 1824                      |
| Енимакия                   | 38                        |
| Макрия-Малья               | 4                         |
| Монастырь Тимиос-Продромос | 15                        |
| Потами                     | 21                        |
| Просакос                   | 22                        |
| Стенос                     | 8                         |
| Сикья                      | 15                        |

## Население
| Год  | Население, человек |
| ---- | ------------------ |
| 1991 | 1772               |
| 2001 | 1831               |
| 2011 | ↘ 1824             |